# Колорадо против Конелли
Колорадо против Конелли 479 U.S. 157 (1986) — дело Верховного суда, определившее применимость правила Миранды к признанию, сделанному в состоянии помрачения сознания.

## Обстоятельства
Френсис Конелли подошёл к полицейскому и предложил поговорить об убийстве, которое он совершил. Несмотря на то, что полицейский предупредил Конелли о праве на молчание и адвоката, Конелли продолжал настаивать на признании. Полицейский вызвал следователя, который, в свою очередь, зачитал Конелли его права. Конелли отказался от адвоката, и наконец, получил возможность рассказать о совершённом убийстве.
Спустя некоторое время дело было передано в суд, который признал Конелли невменяемым и направил его на принудительное лечение. Спустя шесть месяцев, после окончания курса лечения, Конелли снова предстал перед судом. Психиатр, лечивший Конелли, подтвердил, что тот верил, что это Бог велел ему признаться в убийстве или покончить с собой.
Суд первой инстанции не принял признание Конелли в качестве доказательства, как нарушающее правило Миранды (384 U.S. 436). Отказ от соответствующих прав мог быть законным, только если он был сделан в ясном сознании. Болезнь Конелли помешала ему адекватно воспринимать действительность.
Дело было передано в Верховный суд штата Колорадо, который также признал решение суда первой инстанции верным. При этом Верховный Суд Колорадо опирался на положение Четырнадцатой поправки к Конституции США, гарантирующей каждому право на справедливый суд.

## Разбирательство в Верховном суде
Рассмотрев дело, Верховный суд счёл использование признания Конелли в суде законным. При этом он исходил из положения о том, что правило направлено на исключение жесткого «выбивания» показаний, чего в случае Конелли не наблюдалось. В итоге суд отменил решение Верховного суда Колорадо.

Необходимым условием для непризнания показаний «добровольными» в контексте Клаузулы о справедливом процессе [Четырнадцатой поправки к Конституции США] является принуждение со стороны правоохранительных органов. В данном случае получение и использование признаний как доказательств не противоречило этой клаузуле. Хотя психическое состояние обвиняемого могло оказать «значительное» влияние на определение «добровольности», это не оправдывает вывода, что психическое состояние, само по себе и вне связи с принуждением со стороны должностных лиц, должно исключать дальнейшее рассмотрение вопроса о конституционной «добровольности».
Оригинальный текст (англ.)Coercive police activity is a necessary predicate to finding that a confession is not "voluntary" within the meaning of the Due Process Clause. Here, the taking of respondent's statements and their admission into evidence constituted no violation of that Clause. While a defendant's mental condition may be a "significant" factor in the "voluntariness" calculus, this does not justify a conclusion that his mental condition, by itself and apart from its relation to official coercion, should ever dispose of the inquiry into constitutional "voluntariness"